# Tipula (Eumicrotipula) morphea
Tipula (Eumicrotipula) morphea is een tweevleugelige uit de familie langpootmuggen (Tipulidae). De soort komt voor in het Neotropisch gebied.